# Михайлово (квартал на Банкя)
Вижте пояснителната страница за други значения на Михайлово.
Михайлово е квартал на град Банкя.
До 1971 година Михайлово е самостоятелно село, когато е присъединено заедно със селата Вердикал и Градоман като квартали на Банкя, обявена през 1969 година за град.
Днес кварталът се състои от горна и долна махала, и местността „Ботѐ“.

## Инфраструктура
От центъра на Банкя се стига до Михайлово по улица „Александър Стамболийски“. През квартала минава автобусна линия № 42, която стига до ж.к. „Люлин“ в София.
В края на квартала има минерален извор, а в северната му част е разположена „Алеята на здравето“. На 4 km югоизточно от Михайлово в гънките на планината Люлин е разположен Дивотинският манастир „Света Троица“.
Изгражда се параклис „Св. Лазар“.